# Leonard Makhanya
Leonard Makhanya (ur. 9 sierpnia 1964) – suazyjski bokser, uczestnik Letnich Igrzysk Olimpijskich 1984.
Podczas Igrzysk w Los Angeles, Makhanya startował w muszej. W pierwszej rundzie przegrał z Brytyjczykiem Patem Clintonem.